# ليسكي

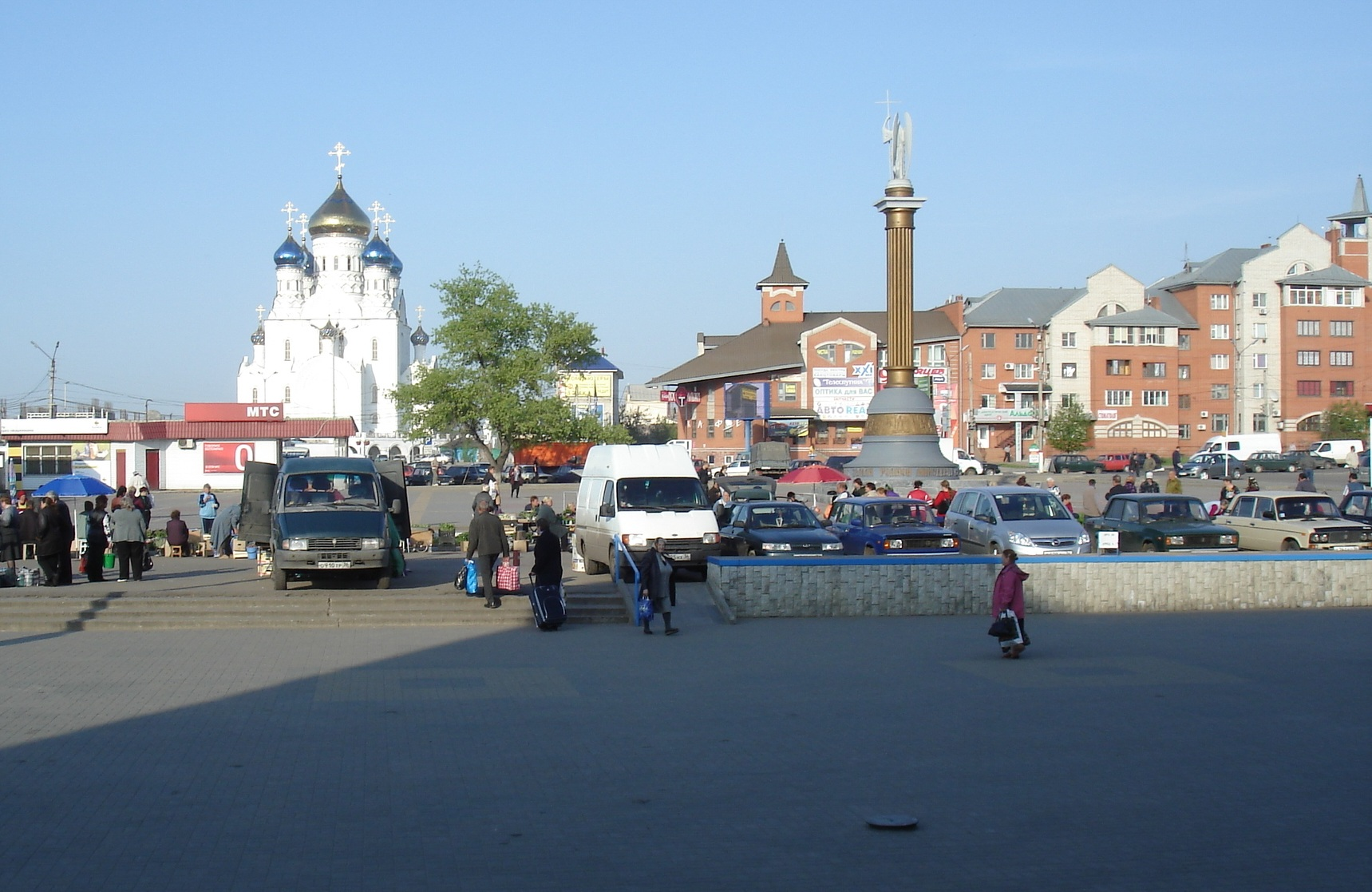

ليسكي (بالروسية: Лиски) هي إحدى مدن روسيا في الكيان الفدرالي الروسي فورونيج أوبلاست.

## توأمة
لليسكي اتفاقيات توأمة مع:
- بافل بانيا